# Ho fatto tredici
Ho fatto tredici è il quattordicesimo album del cantante napoletano Tony Colombo, del 2006.

## Tracce
1. Lei e Lui
2. Saglie e scinne
3. Dinto o viento
4. Fuimmencenne Subito
5. Senza Parola
6. Femmene
7. Dimmi
8. Nun me lassà
9. Rimpianti